# Желтушка Фильда
Желтушка Фильда (лат. Colias fieldii) — дневная бабочка рода Colias из семейства белянки. Видовое название дано в честь русского энтомолога Генриха Андреевича Фильда (1822—1875) — одного из авторов первого каталога чешуекрылых Российской Империи.

## Описание

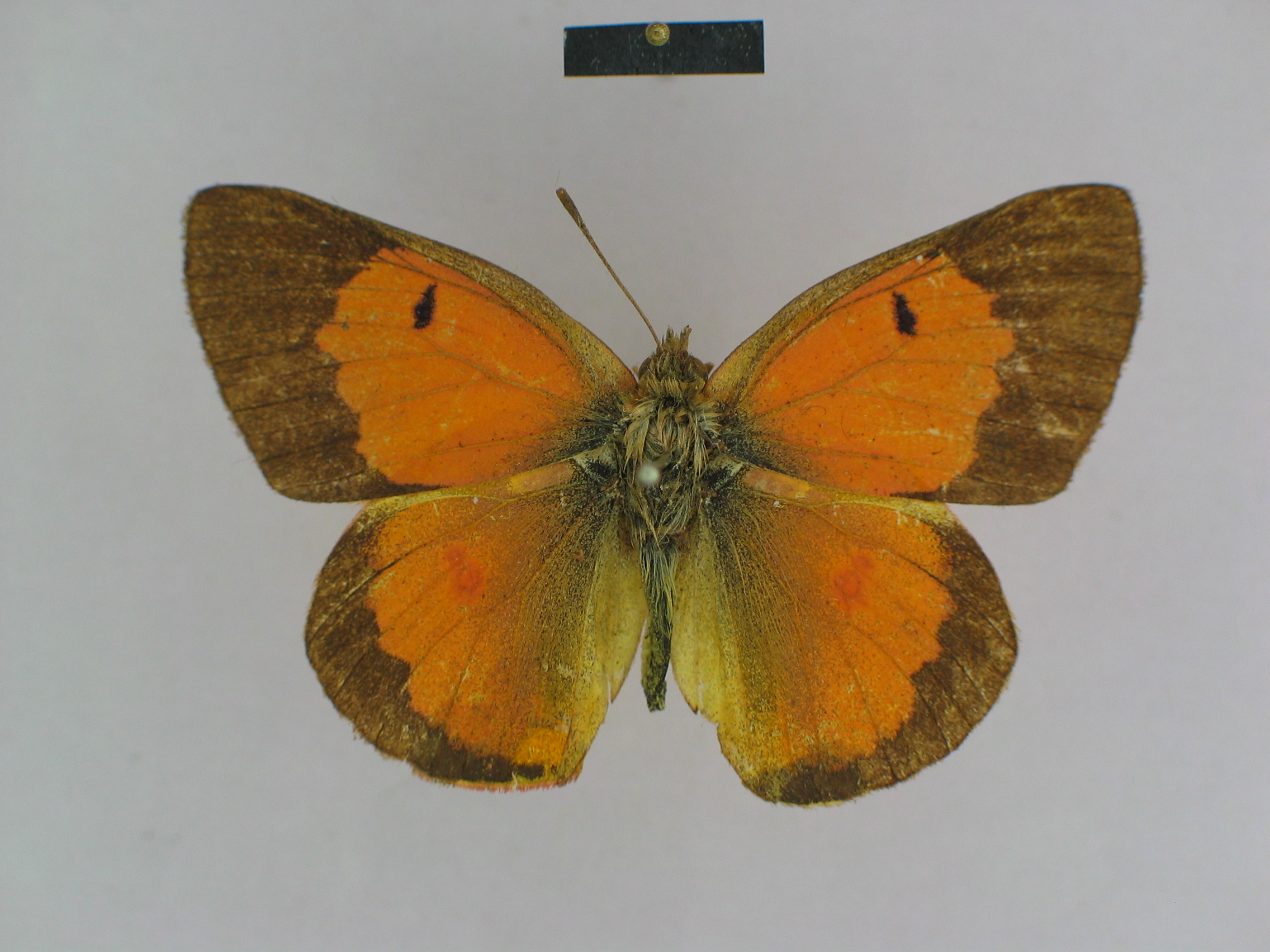
Самец

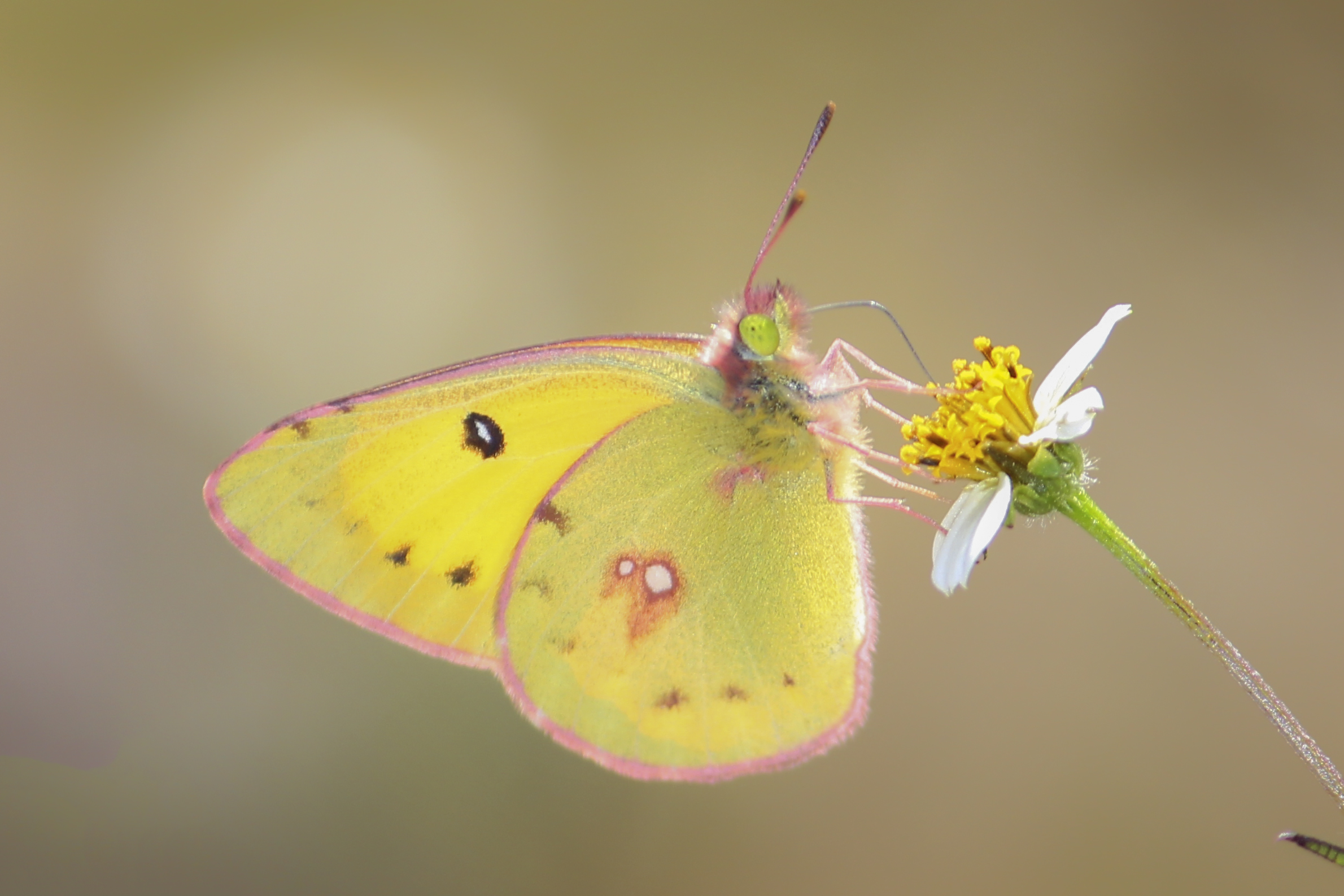
Нижняя сторона крыльев

Длина переднего крыла 21—26 мм. Размах крыльев 50—64 мм. Внешний край крыльев округлый. Крылья снаружи с чёрной каймой, которая на задних крыльях переходит на передний край. Половой диморфизм выражается в окраске основного фона у самок. Сверху передние крылья со сплошной каймой, часто прорезанной жилками, окрашенными в фоновый цвет. Сверху задние крылья с тёмной каймой, переходящей на передний край.

## Ареал
Южное Приморье (залетные экземпляры), Центральная Монголия (залетные экземпляры), Китай, Тибет, Южный Узбекистан (залетные экземпляры), Памир (залетные экземпляры), Афганистан (залетные экземпляры), Пакистан, Индия.